# Thenay (Indre)
Thenay is een gemeente in het Franse departement Indre (regio Centre-Val de Loire). De plaats maakt deel uit van het arrondissement Le Blanc. Thenay telde op 1 januari 2022 897 inwoners.

## Geografie
De oppervlakte van Thenay bedroeg op 1 januari 2022 34,21 vierkante kilometer; de bevolkingsdichtheid was toen 26,2 inwoners per km².

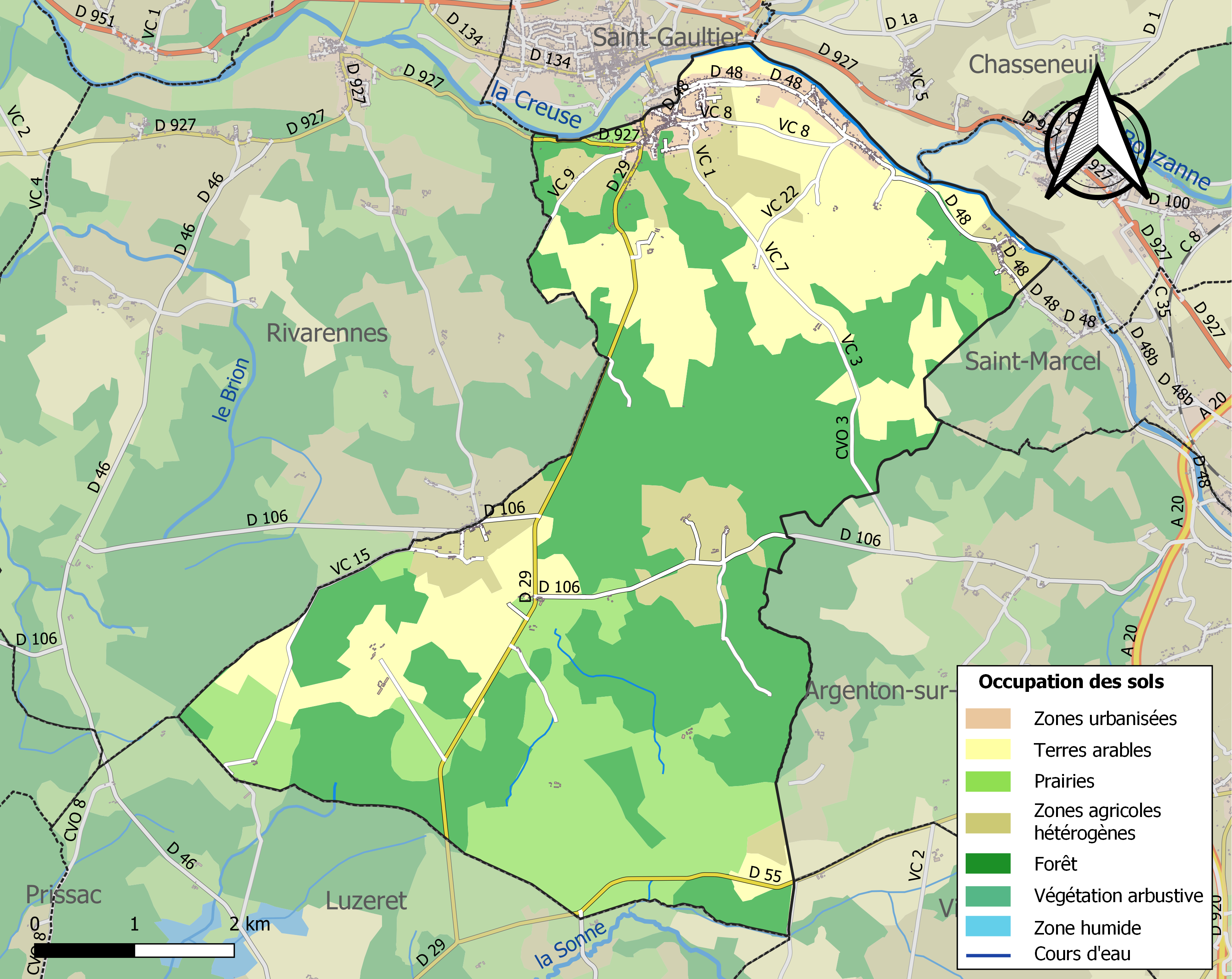
Kaart van de gemeente met belangrijkste infrastructuur, bodemgebruik en omliggende gemeenten

## Demografie
Onderstaande figuur toont het verloop van het inwonertal (bron: INSEE-tellingen).